# Libanon op de Olympische Zomerspelen 1984
Libanon nam deel aan de Olympische Zomerspelen 1984 in Los Angeles, Verenigde Staten. 

## Deelnemers en resultaten

### Atletiek
| Olympiër          | Discipline      | Resultaat | Prestatie                     |
| ----------------- | --------------- | --------- | ----------------------------- |
| Jean-Yves Mallat  | 100m (m)        | 56e       | serie 5: 6de in 10,83         |
| Jean-Yves Mallat  | 200m (m)        | 70e       | serie 6: 8ste in 22,91        |
| Ghabi Issa Khouri | verspringen (m) | 27e       | kwalificatie: 27ste met 6,80m |
|                   |                 |           |                               |
| Mina El-Jas Zeina | 400m (v)        | 28e       | serie 4: 7de in 59,56         |

### Boksen
| Olympiër       | Discipline | Resultaat | Prestatie                                                                        |
| -------------- | ---------- | --------- | -------------------------------------------------------------------------------- |
| Mohamed Halibi | -71kg (m)  | 17e       | 1ste ronde: vrij 2de ronde: V van CAN O'Sullivan: scheidsrechterlijke beslissing |

### Gewichtheffen
| Olympiër      | Discipline | Resultaat | Prestatie         |
| ------------- | ---------- | --------- | ----------------- |
| Mahmoud Tarha | -52kg (m)  | DSQ       | gediskwalificeerd |

### Judo
| Olympiër        | Discipline | Resultaat | Prestatie                                     |
| --------------- | ---------- | --------- | --------------------------------------------- |
| Michel Estephan | -60kg (m)  | 18e       | 1ste ronde: V van MAR Slimani                 |
| Jihad El-Achkar | -65kg (m)  | 20e       | 1ste ronde: vrij 2de ronde: V van ECU Arévalo |
| Rony Khawam     | -71kg (m)  | 19e       | 1ste ronde: V van TUN Gamra                   |

### Schermen
| Olympiër                                                       | Discipline      | Resultaat | Prestatie                                                                              |
| -------------------------------------------------------------- | --------------- | --------- | -------------------------------------------------------------------------------------- |
| Henri Darricau                                                 | floret (m)      | 39e       | 1ste ronde groep A: 3de met 2 overwinningen 2de ronde groep B: 5de met 0 overwinningen |
| Yves Daniel Darricau                                           | floret (m)      | 53e       | 1ste ronde groep H: 6de met 0 overwinningen                                            |
| Dany Haddad                                                    | floret (m)      | 43e       | 1ste ronde groep D: 5de met 1 overwinning                                              |
| Henri Darricau Yves Daniel Darricau Dany Haddad Michel Youssef | floret team (m) | 9e        | 1ste ronde groep D: 4de met 0 overwinningen                                            |

### Schietsport
| Olympiër       | Discipline | Resultaat | Prestatie  |
| -------------- | ---------- | --------- | ---------- |
| Gebrael Haoui  | skeet      | 58e       | 172 punten |
| Elias Harb     | skeet      | 57e       | 174 punten |
| Jean Gemayel   | trap       | 51e       | 170 punten |
| Elia Nasrallah | trap       | 57e       | 166 punten |

### Wielersport
| Olympiër        | Discipline       | Resultaat | Prestatie      |
| --------------- | ---------------- | --------- | -------------- |
| Sirop Arslanian | wegwedstrijd (m) | DNF       | niet gefinisht |

### Worstelen
| Olympiër       | Discipline     | Resultaat      | Prestatie                                                    |
| Grieks-Romeins | Grieks-Romeins | Grieks-Romeins | Grieks-Romeins                                               |
| -------------- | -------------- | -------------- | ------------------------------------------------------------ |
| Issam Awarke   | -74kg (m)      | 15e            | groep A: 8ste V van FRA Mischler: 0-4 V van USA Catalfo: 0-4 |

### Zwemmen
| Olympiër         | Discipline           | Resultaat | Prestatie                  |
| ---------------- | -------------------- | --------- | -------------------------- |
| Rami Kantari     | 100m vrije slag (m)  | 67e       | serie 1: 7de in 1.01,96    |
| Percy Sayegh     | 100m vrije slag (m)  | 66e       | serie 2: 7de in 1.01,88    |
| Rami Kantari     | 200m vrije slag (m)  | 56e       | serie 6: 8ste in 2.25,43   |
| Percy Sayegh     | 200m vrije slag (m)  | 55e       | serie 5: 8ste in 2.20,76   |
| Ibrahim El-Baba  | 100m rugslag (m)     | 44e       | serie 3: 7de in 1.13,76    |
| Rami Kantari     | 100m rugslag (m)     | DSQ       | serie 4: gediskwalificeerd |
| Amine El-Domyati | 100m schoolslag (m)  | 50e       | serie 6: 7de in 1.19,10    |
| Ibrahim El-Baba  | 100m vlinderslag (m) | 47e       | serie 4: 7de in 1.04,48    |

Algerije · Amerikaanse Maagdeneilanden · Andorra · Antigua en Barbuda · Argentinië · Australië · Bahama’s · Bahrein · Bangladesh · Barbados · België · Belize · Benin · Bermuda · Bhutan · Birma · Bolivia · Bondsrepubliek Duitsland · Botswana · Brazilië · Britse Maagdeneilanden · Canada · Centraal-Afrikaanse Republiek · Chili · China · Chinees Taipei · Colombia · Congo-Brazzaville · Costa Rica · Cyprus · Denemarken · Djibouti · Dominicaanse Republiek · Ecuador · Egypte · El Salvador · Equatoriaal-Guinea · Fiji · Filipijnen · Finland · Frankrijk · Gabon · Gambia · Ghana · Grenada · Griekenland · Groot-Brittannië · Guatemala · Guinee · Guyana · Haïti · Honduras · Hongkong · Ierland · IJsland · India · Indonesië · Irak · Israël · Italië · Ivoorkust · Jamaica · Japan · Joegoslavië · Jordanië · Kaaimaneilanden · Kameroen · Kenia · Koeweit · Lesotho · Libanon · Liberia · Liechtenstein · Luxemburg · Madagaskar · Malawi · Maleisië · Mali · Malta · Marokko · Mauritanië · Mauritius · Mexico · Monaco · Mozambique · Nederland · Nederlandse Antillen · Nepal · Nicaragua · Nieuw-Zeeland · Niger · Nigeria · Noord-Jemen · Noorwegen · Oeganda · Oman · Oostenrijk · Pakistan · Panama · Papoea-Nieuw-Guinea · Paraguay · Peru · Portugal · Puerto Rico · Qatar · Roemenië · Rwanda · Salomonseilanden · Samoa · San Marino · Saoedi-Arabië · Senegal · Seychellen · Sierra Leone · Singapore · Soedan · Somalië · Spanje · Sri Lanka · Suriname · Swaziland · Syrië · Tanzania · Thailand · Togo · Tonga · Trinidad en Tobago · Tsjaad · Tunesië · Turkije · Uruguay · Venezuela · Verenigde Arabische Emiraten · Verenigde Staten · Zaïre · Zambia · Zimbabwe · Zuid-Korea · Zweden · Zwitserland